# Platyzosteria latissima
Platyzosteria latissima es una especie de cucaracha terrestre del género Platyzosteria, tribu Polyzosteriini, subfamilia Polyzosteriinae. Fue descrita científicamente por Mackerras en 1967.

## Distribución
Se distribuye por Oceanía: Australia Occidental.